# Trükkös Tom
A Trükkös Tom (eredeti cím: Tree Fu Tom) angol vegyes technikájú tévéfilmsorozat, amely valós díszletekkel élőszereplős, és 3D-s számítógépes animációs jelenetekkel készült. Az Egyesült Királyságban a CBeebies, Magyarországon a Minimax sugározta. 2023. december 15-től a Kölyökklub is sugározza.

## Ismertető
A főhős, Trükkös Tom, aki egy elvarázsolt világban jár. Tom egy átlagos fiú, legalábbis úgy tűnik. Van egy mágikus öve is, amellyel varázsmozdulatnak köszönhetően átváltozik egy apró méretű, és hatalmas erővel rendelkező szuperhőssé. A különleges képességének segítségével elrepíti magát egy egészen csodálatos és elvarázsolt világba. Az ottan élő lakók között találhatóak manók, bogarak, és kis rakoncátlan gombák is. Ezen a helyen hűséges társakkal találkozik, akikkel összetart kalandjai során, minden egyes alkalommal.

## Szereplők
| Szereplő | Eredeti hang                                            | Magyar hang        | Leírás |
| -------- | ------------------------------------------------------- | ------------------ | ------ |
| Tom      | Sophie Aldred (animációs) Adam Henderson (élőszereplős) | Berkes Bence       |        |
| Tölgyi   | David Tennant                                           | Kapácsy Miklós     |        |
| Ariela   | Samantha Dakin                                          | Sipos Eszter Anna  |        |
| Tree Tog | Sharon D. Clarke                                        | Menszátor Magdolna |        |
| Rickety  | Tim Whitnall                                            | Pálfai Péter       |        |
| Ugri     | Tim Whitnall                                            | Renácz Zoltán      |        |
| Sandy    | Tim Whitnall                                            | Papucsek Vilmos    |        |
| Cudar    | ?                                                       | Szokol Péter       |        |
| Puffancs | ?                                                       | Szabó Zselyke      |        |

## Epizódok

### 1. évad (2012)
| #   | Eredeti cím             | Magyar cím          | Eredeti premier | Magyar premier (Kölyökklub) |
| --- | ----------------------- | ------------------- | --------------- | --------------------------- |
| 1.  | May The Best Berry Win  | Győzzön a legjobb   |                 | 2023. december 15.          |
| 2.  | Squizzle Quest          | A röppentyű         |                 | 2023. december 15.          |
| 3.  | Zigzoo The Zero         | Ugri a semmirekellő |                 | 2023. december 15.          |
| 4.  | So Long Greenhorns      | Szerepcsere         |                 | 2023. december 15.          |
| 5.  | Hide And Squeak         | Bújócska            |                 | 2023. december 15.          |
| 6.  | Wishful Thinking        | A kívánságkavics    |                 | 2023. december 15.          |
| 7.  | Zigzoo's Robot          | Ugri robot          |                 | 2023. december 15.          |
| 8.  | With Friends Like These | Hamis barátok       |                 | 2023. december 15.          |
| 9.  | Buzzworthy              | Adni jó             |                 | 2023. december 15.          |
| 10  | Winging It              | Repülő lecke        |                 | 2023. december 15.          |
| 11. | Crystal Catastrophe     | Kristálykatasztrófa |                 | 2023. december 15.          |
| 12. | Fungus Among Us         | A gonosz gombák     |                 | 2023. december 15.          |
| 13. | The Big Ranch Rodeo     | A nagy rodeo        |                 | 2023. december 15.          |

### 2. évad (2013)
| #   | Eredeti cím         | Magyar cím           | Eredeti premier | Magyar premier (Kölyökklub) |
| --- | ------------------- | -------------------- | --------------- | --------------------------- |
| 1.  | One for All!        | Csapatmunka          |                 | 2023. december 17.          |
| 2.  | Treefle Tom         | A mohóság ára        |                 | 2023. december 17.          |
| 3.  | The Great Journey   | A nagy kaland        |                 | 2023. december 17.          |
| 4.  | Not So Fast         | Lassan a testtel     |                 | 2023. december 17.          |
| 5.  | Hovering Humblebugs | Lebegő légbogarak    |                 | 2023. december 17.          |
| 6.  | Treasure Hunt       | Kincsvadászat        |                 | 2023. december 17.          |
| 7.  | Tom's Big Mess      | Tom és a morgóbogyó  |                 | 2023. december 17.          |
| 8.  | Sappy Day           | A varázsnedv-nap     |                 | 2023. december 17.          |
| 9.  | Grubble Trouble     | Lárvácska kalandja   |                 | 2023. december 18.          |
| 10. | Rickety Rescue      | Rickety mentőakciója |                 | 2023. december 18.          |
| 11. | Weather Bother      | Zűrös időjárás       |                 | 2023. december 18.          |
| 12. | Tiny Tom            | Pöttöm Tom           |                 | 2023. december 18.          |
| 13. | The Lost Stone      | Az elveszett kő      |                 | 2023. december 18.          |

### 3. évad (2014)
| #   | Eredeti cím               | Magyar cím           | Eredeti premier | Magyar premier (Kölyökklub) |
| --- | ------------------------- | -------------------- | --------------- | --------------------------- |
| 1.  | Harvest Antics            | Aratási ünnep        |                 | 2023. december 20.          |
| 2.  | Twigs' Big Boost          | Termetes Tölgyi      |                 | 2023. december 20.          |
| 3.  | Tom's Fan Club            | Tom és a rajongók    |                 | 2023. december 20.          |
| 4.  | Spincake Day              | Pöripali nap         |                 | 2023. december 20.          |
| 5.  | Tom's Teddy               | Tom mackója          |                 | 2023. december 20.          |
| 6.  | Conkerball Run            | Gesztilaszti futam   |                 | 2023. december 20.          |
| 7.  | Bad Tom                   | Bajkeverők           |                 | 2023. december 21.          |
| 8.  | The Cavern Coaster        | Barlangvasút         |                 | 2023. december 21.          |
| 9.  | Woodgrubs                 | Fakukacok            |                 | 2023. december 21.          |
| 10. | Chuckleberry Tom          | A tréfamester        |                 | 2023. december 21.          |
| 11. | Ranger Tom: Fungus Finder | Cserkész csáva       |                 | 2023. december 21.          |
| 12. | Don't Go Glowy            | Régi és új módszerek |                 | 2023. december 21.          |
| 13. | The Last Squizzle         | Az utolsó röppentyű  |                 | 2023. december 21.          |

### 4. évad (2015)
| #   | Eredeti cím                        | Magyar cím                     | Eredeti premier | Magyar premier (Kölyökklub) |
| --- | ---------------------------------- | ------------------------------ | --------------- | --------------------------- |
| 1.  | Tom's Big Spell                    | Tom nagy varázslata            |                 | 2023. december 29.          |
| 2.  | Super Squirmtum                    | Szuper Sandy                   |                 | 2023. december 29.          |
| 3.  | The Golden Spore                   | Az arany spóra                 |                 | 2023. december 29.          |
| 4.  | Ranger Tom: Super Helper           | Cserkész Tom a szupersegéd     |                 | 2023. december 29.          |
| 5.  | Tom and the Warble Weeds           | Tom és a trilladudvák          |                 | 2023. december 29.          |
| 6.  | Ranger Tom: Fun Guy!               | Ugrinak boldogulnia kell       |                 | 2023. december 29.          |
| 7.  | Twigs' Tall Tale                   | Törpe Tölgyi története         |                 | 2023. december 29.          |
| 8.  | Ranger Tom and the Carrots of Doom | Cserkész Tom és a romlás répái |                 | 2023. december 29.          |
| 9.  | Picture This                       | A varázs tekercs               |                 | 2023. december 29.          |
| 10. | Dragon Fruit Fiasco                | A sárkánybogyó fiaskó          |                 | 2023. december 29.          |
| 11. | Ranger Tom: A Badge Too Far        | Egy újabb cserkészjelvény      |                 | 2023. december 29.          |
| 12. | King Stink                         | Cudar király                   |                 | 2023. december 29.          |
| 13. | The Sprite Before Christmas        | Tél fesztiváli rémálom         |                 | 2023. december 29.          |

### 5. évad (2016)
| #   | Eredeti cím                      | Magyar cím                     | Eredeti premier | Magyar premier     |
| --- | -------------------------------- | ------------------------------ | --------------- | ------------------ |
| 1.  | Stuck                            | Ragacsrovarok                  |                 | 2023. december 29. |
| 2.  | Ranger Tom and The Musha Rangers | Tom vadőr és a gomba vadőrök   |                 | 2023. december 29. |
| 3.  | Flicker Goes Out                 | Pislák elkóborol               |                 | 2023. december 29. |
| 4.  | It's a Kind of Magic             | Az új mágia                    |                 | 2023. december 29. |
| 5.  | Dark Sprites                     | Sötét tündérek                 |                 | 2023. december 29. |
| 6.  | Ranger Tom a Friend Indeed       | Egy igaz barát                 |                 | 2023. december 29. |
| 7.  | How to Train Your Buggle         | Így neveld a bogárkádat        |                 | 2023. december 30. |
| 8.  | Treenado                         | Tornádó Erdővárosban           |                 | 2023. december 30. |
| 9.  | Friendship Day                   | Barátságnap                    |                 | 2023. december 30. |
| 10. | Box of Tricks                    | Trükkös doboz                  |                 | 2023. december 30. |
| 11. | Ranger Tom: Beetles and Grubbles | Bogár és fürkészek             |                 | 2023. december 30. |
| 12. | Need For Less Speed              | Kevesebb gázt!                 |                 | 2023. december 30. |
| 13. | The Good The Bad And The Mushas  | A jó, a rossz és a gomba       |                 | 2023. december 30. |
| 14. | Racquette Risks A Rescue         | Racquette, a bajkeverő         |                 | 2023. december 30. |
| 15. | Musha Island                     | A gombasziget                  |                 | 2023. december 31. |
| 16. | An A-maze-ing adventure          | Csodálatos kaland              |                 | 2023. december 31. |
| 17. | Red Musha Mischeif               | Vörös gomba galiba             |                 | 2023. december 31. |
| 18. | Ranger Tom And Ginormous George  | Tom és Gigászi George          |                 | 2023. december 31. |
| 19. | Dead Branch Challenge            | Holtág kihívás                 |                 | 2023. december 31. |
| 20. | Raiders Of The Lost Bark         | Az elveszett kéreg fosztogatói |                 | 2023. december 31. |